# Магдебург
Магдебург (глсрп. Dźěwin) је главни град немачке савезне државе Саксоније-Анхалта. Лежи на реци Елби. Магдебург је седиште католичког и протестантског бискупа. У граду постоји Универзитет.

## Историја
Године 2005. град је прославио 1200 година постојања. Име града потиче од немачке синтагме Mächtige Burg, што значи „Снажна тврђава“. По другој теорији, префикс Магде- потиче од саксонске речи Магат, данас Магд (девица). У средњем веку био је један од најзначајнијих европских градова. Цар Ото I живео је у овом граду (10. век) и сахрањен је у градској катедрали.
Град Магдебург је био један од центара раног протестантизма. За време Тридесетогодишњег рата, 1631, царске трупе су разориле град и масакрирале око 20.000 људи, после чега је у граду преостало само 400 становника.
Научник, Ото фон Герике (Otto von Guericke) је у Магдебургу 1654. извео познати експеримент са „Магдебуршким хемисферама“. Наиме, спојио је две шупље бакарне хемисфере и из њих извукао ваздух пумпом. Потом, 16 коња није успело да их раздвоји. Тиме је демонстрирао могућност стварања вакуума и снагу ваздушног притиска.
До 1878. број становника је прешао 100.000. Град је скоро потпуно уништен бомбардовањем у Другом светском рату. Теже од Магдебурга је у Немачкој страдао једино Дрезден. Уочи рата, у граду је живело 350.000 људи. Обновљен је, углавном у модерном стилу, за време НДР. Данас у граду живи око 230.000 становника.

### Магдебуршка катедрала
Најимпресивнија грађевина у Магдебургу је Катедрала св. Катарине и Мориса, висока 104 метра. Чувена је по скулптурама девица на северној капији, цара Ота I Великог и његове жене Едите, као и скулптурама светаца којима је посвећена. Статуа Светог Мориса (из око 1250) је једна од ретких где је Морис тачно представљен као афрички црнац у ратној опреми. То је најстарији приказ црнца у европској уметности.

## Индустрија
У граду се налази индустрија ветрењача за производњу енергије Enercon, која запошљава 2000 људи.

## Географија
Град се налази на надморској висини од 56 метара. Његова површина износи 201,0 km². У самом граду је, према процјени из 2010. године, живјело 230.047 становника. Просјечна густина становништва износи 1.145 становника/km². Посједује регионалну шифру (AGS) 15003000, NUTS (DEE03) и LOCODE (DE MAG) код.

## Међународна сарадња
| Место     | Држава              | Врста сарадње | Од    |
| --------- | ------------------- | ------------- | ----- |
| Харбин    | Кина                | партнерство   | 2008. |
| Запорожје | Украјина            | партнерство   | 2008. |
| Нешвил    | САД                 | партнерство   | 2003. |
| Сарајево  | Босна и Херцеговина | партнерство   | 1996. |
| Извор     |                     |               |       |